# پژو ۴۰۵
پژو ۴۰۵ (به انگلیسی: Peugeot 405) یک خودروی اندازه متوسط است که توسط خودروساز فرانسوی پژو از سال ۱۹۸۷ تا ۱۹۹۷ تولید شد. تولید آن تحت لیسانس خارج از اروپا در ایران توسط شرکت ایران خودرو تا سال ۲۰۲۰ ادامه داشت. این خودرو در سال ۱۹۸۸ به عنوان خودروی سال اروپا برگزیده شد. بالغ بر ۲٫۵ میلیون دستگاه از این خودرو در سرتاسر جهان، در نسخه‌های فرمان چپ و راست، در مدل‌های سدان و استیشن فروخته شده است. در اوایل سال ۲۰۲۰، تولید ۳۳ ساله پژو ۴۰۵ به‌عنوان بیستمین خودروی تک نسلی با عمر طولانی‌تر در تاریخ به‌شمار می‌رفت.
طراحی ظاهر آن شبیه به آلفا رومئو ۱۶۴ است که در همان سال به بازار عرضه شد و همچنین توسط پینینفارینا طراحی شده است. در حالی که ۴۰۵ زیربندی مشترکی با سیتروئن بی‌ایکس دارد، سیستم تعلیق هیدروپنوماتیک آن خودرو را ندارد؛ به جز در نسخه‌های 4x4 برای اکسل عقب (SRix4، Mi16x4 و T16). همانند بی‌ایکس، ۴۰۵ از موتورهای بنزینی TU/XU و دیزلی XUD استفاده می‌کرد. ۴۰۵ آخرین خودروی پژو بود که در ایالات متحده فروخته شد و بین سال‌های ۱۹۸۸ و ۱۹۹۱ در این بازار عرضه شد، از جمله در مدل Mi16.
۴۰۵ به صورت سدان و استیشن، با دیفرانسیل جلو و چهار چرخ متحرک در دسترس بوده است. برخلاف ۵۰۴ و بعد از آن ۴۰۶، هیچ مدل کوپه‌ای از آن ارائه نشد: تنها دو نمونه از ۴۰۵ توربو ۱۶ دو در (که نباید با 405 T16 اشتباه نشود) ساخته شد.

## تاریخچه

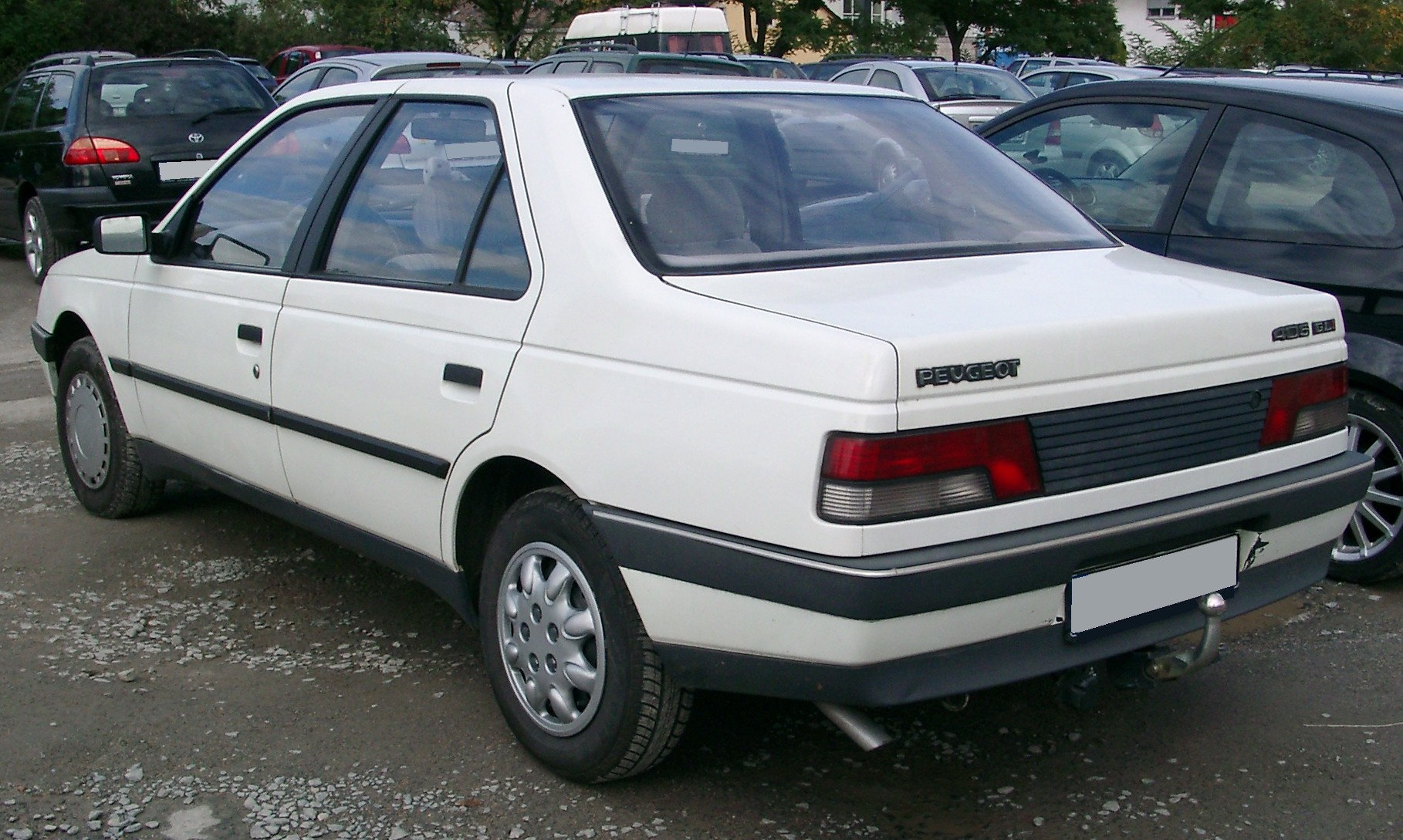
پژو ۴۰۵ فاز ۱ (پیش از فیس‌لیفت)

در ژوئیه ۱۹۸۷، پژو ده نسخه از مدل سدان ۴۰۵ را به‌طور همزمان برای مدل سال ۱۹۸۸ رونمایی کرد. فروش در بازار اروپا در اکتبر ۱۹۸۷ و در بریتانیا در ژانویه ۱۹۸۸ آغاز شد. این خودرو جانشین پژو ۳۰۵ قدیمی و همچنین مدل‌های تالبوت، هاچ‌بک آلپاین و سدان سولارا شد که عرضه آن یک سال پیش و با حذف برند تالبوت متوقف شد. مدل ۳۰۵ که از نظر ابعاد اندکی کوچک‌تر بود بلافاصله پس از عرضه ۴۰۵ از محدوده پژو خارج شد و تولید مدل بزرگ‌تر ۵۰۵ نیز چند سال بعد به پایان رسید. مدل جدید پژو پس از سال ۱۹۸۹، مدل بزرگ‌تر ۶۰۵ بود.
فروش مدل استیشن در ماه مه ۱۹۸۸ آغاز شد، اگرچه بازار بریتانیا تا اکتبر ۱۹۸۸ نسخه‌های استیشن را دریافت نکرد. برخلاف ۵۰۴ و بعداً ۴۰۶، مدل کوپه پژو ۴۰۵ هرگز به مردم عرضه نشد. نسخه‌های راست فرمان در کارخانه سابق روتس/کرایسلر در خط تولید رایتون در نزدیکی شهر کاونتری و مدل‌های چپ فرمان در خط تولید سوشو در فرانسه تولید می‌شد.
موتورهای چهار سیلندر بنزینی از ۱٫۴ تا ۱٫۹ لیتر و ۶۵ تا ۱۶۰ اسب بخار (۴۸ تا ۱۱۸ کیلووات) در دسترس بودند. در سال ۱۹۸۸، موتورهای دیزل تنفس طبیعی (۱٫۹) و توربوشارژ (۱٫۸) به این محدوده اضافه شدند. ۵۰۰ هزارمین ۴۰۵ در سال ۱۹۸۹ تولید شد و پس از آن یک میلیونمین ۴۰۵ در سال ۱۹۹۰ کارخانه سوشو را ترک کرد. این زمانی بود که گیربکس BE1 با BE3 جایگزین شد.

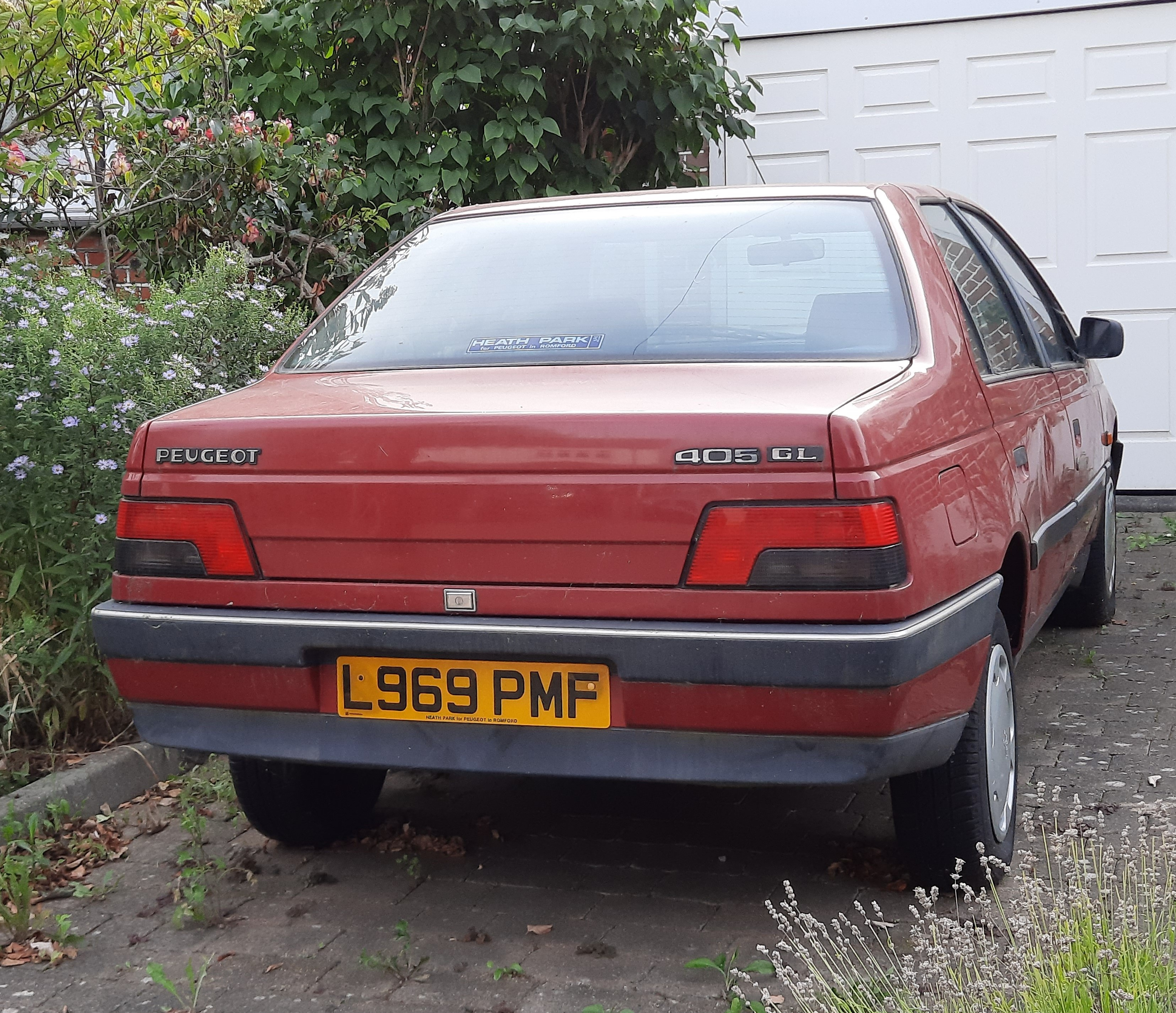
پژو ۴۰۵ مدل ۱۹۹۳ بعد از فیس‌لیفت (فاز ۲)؛ در این نسخه چراغ‌های عقب بروزرسانی، بخش کرکره‌ای بین چراغ‌های عقب حذف و داشبورد خودرو دچار تغییراتی شد

در سال ۱۹۹۱، به‌روزرسانی‌هایی برای داشبورد، فرمان و عایق صدا انجام شد، اما برای سال ۱۹۹۲، مدل فاز ۲ با طراحی جدید صندوق عقب با ورودی بهتر، چراغ‌های عقب و داشبورد جدید وارد بازار شد. تولید ۴۰۵ تا این زمان به بیش از ۱ میلیون و ۵۰۰ هزار دستگاه رسیده بود.
در پاییز ۱۹۹۵، ۴۰۶ به‌عنوان جایگزین ۴۰۵ معرفی و تولید مدل سدان ۴۰۵ متوقف شد. یک کیسه هوا از سال ۱۹۹۴ در ۴۰۵ و به صورت استاندارد در سمت چپ Mi16 و T16 موجود بود. در ابتدای سال ۱۹۹۷، نسخه استیشن ۴۰۶ به بازار عرضه شد که نشان دهنده پایان تولید ۴۰۵ اروپایی پس از ده سال بود.
۴۰۵ یکی از پرفروش‌ترین خودروهای خانوادگی بزرگ در اروپا، به‌ویژه در فرانسه و بریتانیا بود. این خودرو هشتمین خودروی پرفروش بریتانیا در سال‌های ۱۹۹۲ و ۱۹۹۳ بود. ۴۰۵ همچنین به دنبال موفقیت پژو ۵۰۵ پس از لغو محدودیت واردات خودروهای CBU در اواخر دهه ۱۹۸۰ به یک مدل محبوب در تایلند تبدیل شد.

## بازارها و تولید
اروپا: از ۱۹۸۷ تا ۱۹۹۷ در سوشو (فرانسه) و رایتون آن دانزمور (انگلستان).
 زیمبابوه: تا ۲۰۰۲، توسط شرکت کوئست تولید شد.

 مصر: شرکت آبازا ۴۰۵ را در مصر تولید کرد.

 ایران: تولید توسط شرکت ایران‌خودرو از ۱۹۹۱ تا ۲۰۲۲ تولید شد. 

 شیلی: تولید شده توسط شرکت فرانکو.

 آرژانتین: از سال ۱۹۹۲ تا ۱۹۹۹ در کارخانهٔ پژو ویلا ساخته شد. در این کشور، ۴۰۵ خودرویی بسیار محبوب با فروش کلی بیش از ۵۰۰٬۰۰۰ دستگاه بوده است.

 لهستان: حدود ۴۰۰۰ دستگاه در شرکت fsc لوبلین بین سال‌های ۱۹۹۲ تا ۱۹۹۵ تولید شد.

 تایوان: تولید شده توسط شرکت یو - تین موتورز از ۱۹۸۹ تا ۱۹۹۵.

 تایلند: تولید شده توسط شرکت ymc با مسئولیت محدود از ۱۹۸۹ تا ۱۹۹۷.

 بلژیک: تولید شده توسط شرکت بروکسیا از ۱۹۸۹ تا ۱۹۹۶.

 آذربایجان: تولید شده توسط ایران‌خودرو در منطقهٔ صنعتی نفت‌چاله از سال ۲۰۱۹ (نسخهٔ تولیدی در آذربایجان پژو پارس است).

## نسخه‌ها
پژو ۴۰۵ در بازارهای جهانی با ۵ نوع موتور بنزینی و دو موتور دیزل که همگی چهار سیلندر بودند به‌فروش می‌رسید.
- موتور ۱٫۴ لیتری با ۷۰ اسب‌بخار (۵۲ کیلووات).
- موتور ۱٫۶ لیتری (۱٬۵۸۰ سی‌سی) با یک جعبه‌دندهٔ دستی پنج‌سرعته و ۹۲ اسب بخار (۶۹ کیلووات).
- موتور ۱٫۹ لیتری (۱٬۹۰۵ سی‌سی) ۸ سوپاپ که با یک جعبه‌دندهٔ دستی پنج‌سرعته در دسترس بود. (نسخه‌های اتوماتیک نیز قابل سفارش بودند)
- موتور ۱٫۹ لیتری ۱۶ سوپاپ با کد mi۱۶ که خروجی آن ۱۶۰ اسب بخار (۱۲۰ کیلووات) بود و توانایی حرکت تا ۲۲۵ کیلومتر بر ساعت را داشت.
- موتور ۲ لیتری تی۱۶ با کد ایکس‌یو۱۰ که ۲۲۰ اسب بخار (۱۶۴ کیلو وات) قدرت تولید می‌کرد.
- موتور دیزلی ۱٫۹ لیتری ۵۲ کیلوواتی.
- موتور توربودیزل ۱٫۸ لیتری با ۶۷ کیلووات قدرت.

### بریتانیا
در آغاز ماه ژانویه ۱۹۸۸، پژو ۴۰۵ وارد بازار بریتانیا شد. موتور ۴۰۵ انگلستان در ابتدا از نوع ۱٫۶ لیتری کاربراتوری بود. در اواخر سال ۱۹۸۸ مدل ام‌آی‌پی۱۶ وارد بازار انگلیس شد. همچنین در این سال نسخهٔ استیشن با موتور ۱٫۸ لیتری گازوئیلی وارد مدار تولید شد. در اواخر سال ۱۹۸۹ گونهٔ چهارچرخ محرک ام‌آی۱۶ به‌فروش رسید.

### آمریکای شمالی

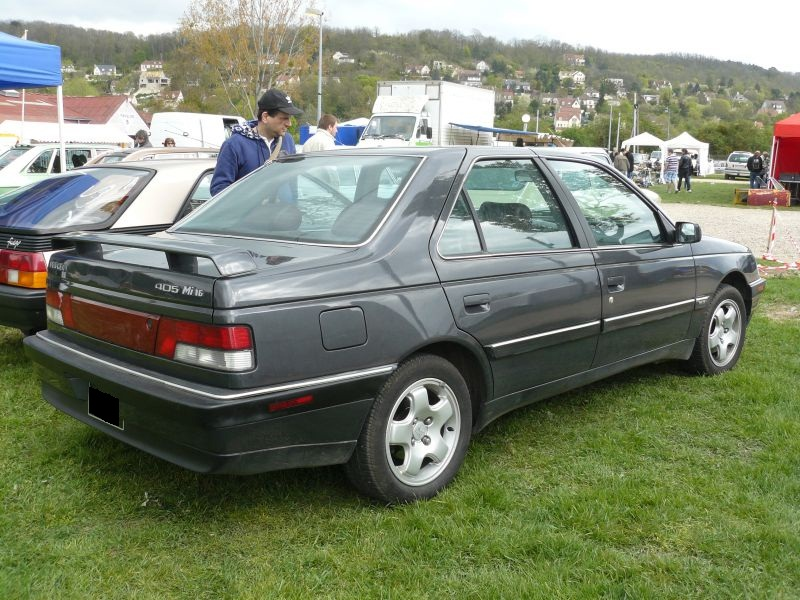
نمای عقب

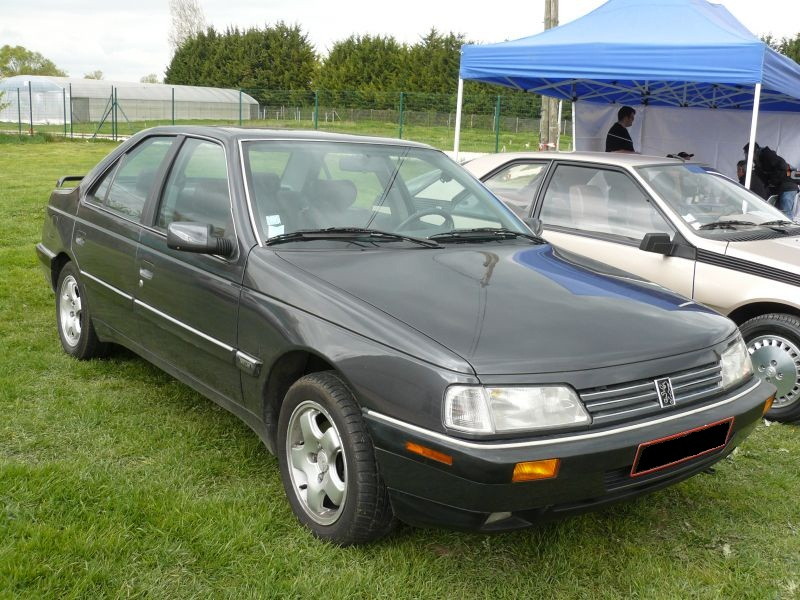
۴۰۵ ام‌آی ۱۶ نسخه آمریکای شمالی

سه نسخه از ۴۰۵ در آمریکای شمالی تا پایان سال ۱۹۸۸ به‌فروش رسید. دونسخه با موتورهای متفاوت و نسخهٔ اس که نسخهٔ اسپرت ۴۰۵ بود. ۴۰۵ در سال ۱۹۹۱ از بازارهای آمریکا و کانادا خارج شد.

### ایران

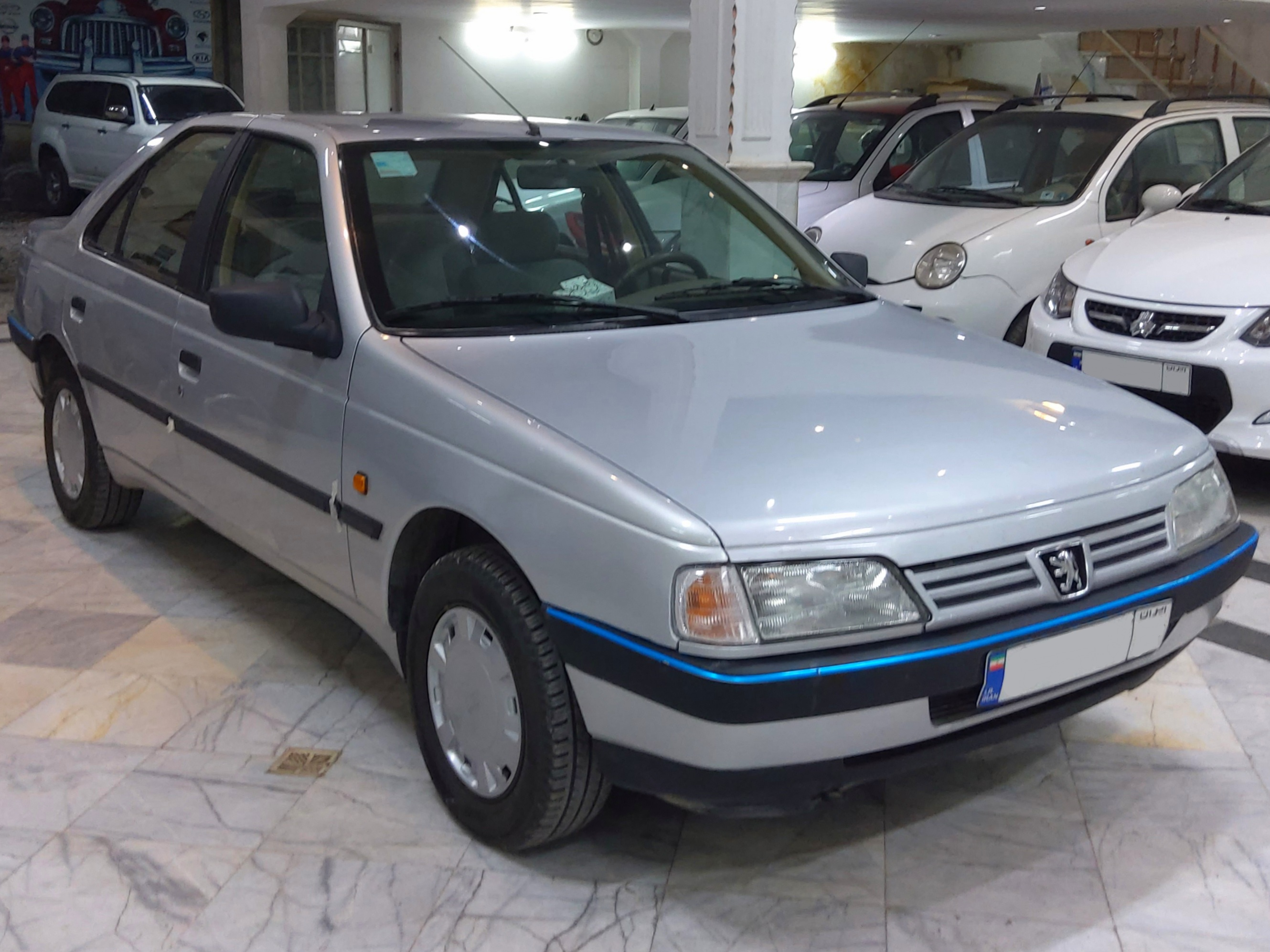
پژو ۴۰۵ GLX تولید ایران‌خودرو

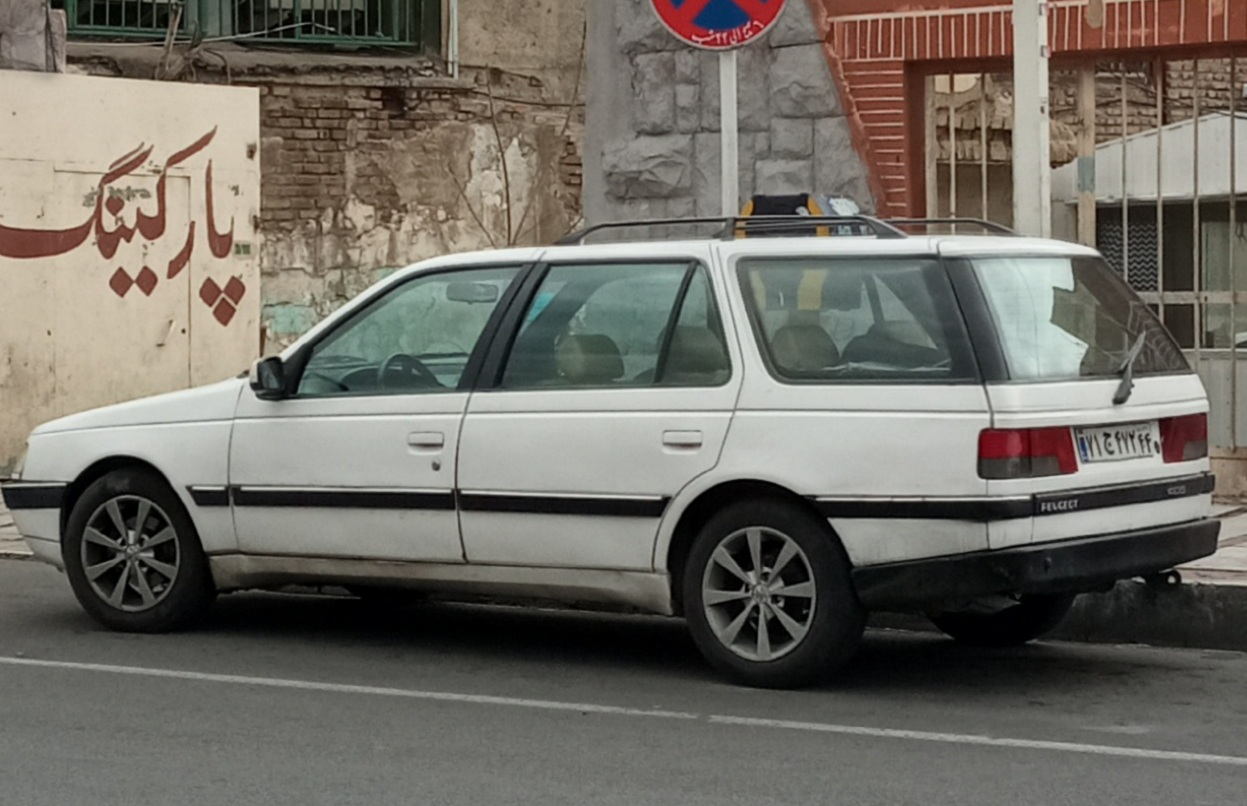
پژو ۴۰۵ استیشن که به تعداد محدود توسط ایران‌خودرو تولید شد.

تولید پژو ۴۰۵ در ایران در سال ۱۳۶۹ شروع شد و حدود سه دهه در ایران تولید شد. خانوادهٔ ۴۰۵ که شامل انواع ۴۰۵، روآ، آردی، ۴۰۵ استیشن و پارس می‌شود از ابتدای تولیدشان تا سال ۱۳۸۹ حدود ۲ میلیون و ۲۹۵ هزار دستگاه توسط ایران‌خودرو تولید شده‌اند که پس از خانوادهٔ پراید، بیشترین تیراژ خودرو از ابتدای صنعت خودروسازی ایران را از آن خود کرده‌اند.
پژو ۴۰۵ در سال ۱۳۶۹ در مدل‌های GL و GLX با موتور ۱۵۸۰ سی‌سی تولید شد. در سال ۱۳۷۴ پژو ۴۰۵ با دو گونه جعبه‌دندهٔ دستی و خودکار با موتورهای ۲۰۰۰ سی‌سی تولید شد. در سال ۱۳۷۸ ایران‌خودرو نسخهٔ استیشن این خودرو را تولید کرد. در نیمهٔ دوم سال ۱۳۸۱، پژو ۴۰۵ با موتور ۱۸۰۰ سی‌سی به‌جای موتور ۲۰۰۰ سی‌سی به‌بازار عرضه شد. در سال ۱۳۸۳ ایران‌خودرو نسخهٔ کم‌آپشن‌تر پژو ۴۰۵ با نام GLI را تولید کرد. در این مدل، رنگ بدنه روغنی است اما در نسخهٔ GLX متالیک است. سپرهای GLI مشکی و در نسخهٔ GLX هم‌رنگ بدنه است. در داخل خودرو شیشه‌بالابرهای جلو از نوع دستی است اما در گونهٔ GLX به‌صورت برقی است. همچنین آینه‌های جانبی GLI به‌صورت دستی تنظیم می‌شوند. فرمان این نسخه از نوع مکانیکی است و در GLX هیدرولیک است. تولید نسخهٔ GLI در سال ۱۳۸۵ متوقف شد. در سال ۱۳۸۸، نسخهٔ به‌روز و فیس‌لیفت پژو ۴۰۵ با نام SLX تولید شد که به چراغ مه‌شکن جلو مجهز بود و کاسه‌چراغ‌های جلو و عقب آن کریستالی شده بودند. در قسمت بدنه از زه‌هایی با طرح جدید استفاده شده بود و روی لبهٔ در صندوق عقب نیز از یک بادگیر استفاده شده بود. نسخهٔ SLX اوایل با موتور XU7 تولید می‌شد اما در سال ۱۳۹۰ موتور این نسخه تغییر کرد و با موتور TU5 به بازار آمد. در سال ۱۳۹۳ داشبورد و رودری‌های پژو ۴۰۵ به‌کلی تغییر کردند. در ۲۲ خرداد ۱۳۹۹ تولید پژو ۴۰۵ GLX برای همیشه متوقف شد اما نسخهٔ تاکسی دوگانه‌سوز در سال‌های ۱۳۹۹ و ۱۴۰۰ و ۱۴۰۱ هم تولید شده است. تولید نسخه SLX در سال ۱۴۰۰ متوقف شد.
در ایران چندین خودرو بر اساس پلتفرم پژو ۴۰۵ تولید می‌شود. پژو پارس یا پژو پرشیا فیس‌لیفتی از پژو ۴۰۵ است که در بخش‌های سپر جلو و عقب، جلوپنجره، در کاپوت، چراغ‌های جلو و عقب و در صندوق عقب نسبت به ۴۰۵ تغییر بافته است. پژو آردی هم خودرویی شبیه به مدل‌های پیش از فیس‌لیفت ۴۰۵ بود که با موتور پیکان و محور محرک عقب عرضه می‌شد. مدل ارتقا یافته آن نیز پژو روآ نام دارد که در سال ۸۵ و در ابتدا با نام آردی‌ایکس عرضه می‌شد.
سمند که به‌عنوان اولین خودروی ملی ایران شناخته می‌شود، بر اساس پلتفرم پژو ۴۰۵ ساخته شده است و در ابتدا قرار بود جانشین پیکان شود.
ایران‌خودرو مدل‌های زیر را بر اساس پژو ۴۰۵ تولید کرد:
- پژو ۴۰۵ GL/GLX ابتدا با موتور ۱٫۶ لیتری و پس از آن ۱٫۹ لیتری ۸ سوپاپ کاربراتوری که تولید آن در سال ۲۰۰۲ متوقف شد.
- پژو ۴۰۵ GLX: با موتور ۱٫۸ لیتری ۸ سوپاپ انژکتوری (XU7) با موتور قدرتمند ۱۰۰ اسب بخاری و گشتاور ۱۵۵ نیوتون متری که از سال ۱۳۸۲ تا سال ۱۳۹۹ تولید می‌شد و محبوب‌ترین خودروی ایران در آن روزگار یاد می‌شد؛ اما نسخه دوگانه‌سوز تاکسی تا سال ۱۴۰۱ تولید شد.
- پژو ۴۰۵ GLI: مدل کم‌آپشن‌تر GLX که در سال‌های ۱۳۸۳ تا ۱۳۸۵ تولید می‌شد.
- پژو ۴۰۵ SLX: مدل به‌روزرسانی شده پژو ۴۰۵ که با تغییراتی در نمای خارجی و داخلی و موتور ۱٫۶ لیتری ۱۶ سوپاپ تی‌یو۵ (TU5) از سال ۱۳۸۸ عرضه شد و تا سال ۱۴۰۰ ادامه داشت. (نسخه‌های اولیه با موتور ۱٫۸ لیتری ۸ سوپاپ XU7 عرضه می‌شدند).
- پژو پارس: فیس‌لیفت پژو ۴۰۵؛ خود پارس در ۴ مدل گوناگون عرضه می‌شود:
  - نسخهٔ معمولی که از سال ۹۰ به بعد با نام پژو پارس سال شناخته می‌شود. این مدل با موتور ۱٫۸ لیتری ۸ سوپاپ ایکس‌یو۷ (XU7) عرضه می‌شود و جدیداً نسخهٔ بهبودیافتهٔ این موتور با نام ایکس‌یو۷پی روی این خودرو قرار می‌گیرد.
  - نسخهٔ LX که با موتور ۱٫۶ لیتری ۱۶ سوپاپ تی‌یو۵ (TU5) عرضه می‌شود.
  - نسخهٔ ELX که با ۲ موتور ۱٫۹ لیتری ۸ سوپاپ (XU7) و ۱٫۸ لیتری ۱۶ سوپاپ (XUM) معروف به موتور زانتیا عرضه می‌شد. به‌تازگی نسخهٔ جدید این خودرو با نام «سفارشی» با امکانات بیشتر معرفی شده که موتورهای ۱٫۸ لیتری ۸ سوپاپ (XU7P) و ۱٫۶ لیتری ۱۶ سوپاپ (TU5) برروی آن قرار می‌گیرند.
  - نسخهٔ دنده اتوماتیک در اوایل با موتور ۱٫۸ لیتری ۸ سوپاپ (XU7) عرضه می‌شد که بعدها جای خود را به موتور ۱٫۶ لیتری ۱۶ سوپاپ (TU5) داد.
- پژو آردی و پژو روآ: هردو خودرو با ظاهر ۴۰۵ و موتور ۱٫۶ لیتری پیکان عرضه می‌شدند.
- سمند/سمند سورن/دنا و دنا پلاس: خودروهای ملی ایران که با پلتفرم، جعبه‌دنده و موتور (در مدل سمند) پژو ۴۰۵ عرضه می‌شوند.
- وانت آریسان: علی‌رغم اینکه با نشان تجاری ایران‌خودرو عرضه می‌شود ولی شباهت‌های ظاهری آن با پژو ۴۰۵ انکارناپذیر است.

## نگارخانه
- پژو ۴۰۵ در بلژیک
- پژو ۴۰۵ Mi16 مدل ۱۹۹۰
- پژو ۴۰۵ استیشن مدل ۱۹۸۸
- پژو ۴۰۵ استیشن مدل ۱۹۸۸
- پژو ۴۰۵ اس آمریکایی مدل ۱۹۹۱ (آخرین سال عرضه، نمای عقب اندکی تغییریافته)
- پژو ۴۰۵ SLX، یک فیس‌لیفتِ سَبُک که توسط ایران‌خودرو تولید شد